# Jewgeni Konstantinowitsch Karlowski
Jewgeni Konstantinowitsch Karlowski (russisch Евге́ний Константи́нович Карло́вский; engl. Transkription Evgeny Konstantinovich Karlovskiy; * 7. August 1994 in Moskau) ist ein russischer Tennisspieler.

## Karriere
Karlowski, der mit fünf Jahren erstmals Tennis praktizierte, spielte bereits auf der ITF Junior Tour und nahm 2011 dort an allen Juniorenausgaben der Grand-Slam-Turniere teil. Im Doppel erreichte er in Melbourne und in Paris jeweils das Viertelfinale und konnte mit Platz 37 sein bestes Ranking in der Junior-Rangliste erreichen.
Nach Ende der Juniorenkarriere nahm Karlowski regelmäßig ab 2013 an Turnieren der ITF Future Tour teil. Ein Halbfinale auf dieser sowie ein paar Einsätze auf der ATP Challenger Tour ließen ihn das Jahr erstmals in den Top 1000 der Weltrangliste abschließen. 2014 gewann er seine ersten zwei Titel im Doppel, 2015 zwei weitere sowie die ersten beiden Einzeltitel. In der Weltrangliste verbesserte er sich so stetig, sodass er Ende 2016 im Einzel an Platz 440 und im Doppel an 394 notiert war. Dadurch konnte er häufiger an Challengers teilnehmen, wo er jedoch 2017 nur drei Matches gewann. Die meisten seiner Punkte erzielte er weiterhin aus Futures, wo er bis 2018 insgesamt sieben Einzel- und zehn Doppeltitel gewann.
Erfolg stellte sich bei dem Russen auf Challengers im Juli 2017 im Doppel ein, als er in Almaty mit Jewgeni Tjurnew das Finale erreichte. Im Einzel gelang ihm dies ein Jahr später in Winnetka. Hier gewann er sein Finalmatch gegen Jason Jung glatt mit 6:3 und 6:2, nachdem er zuvor bei Challengers nie über ein Viertelfinale herausgekommen war. Nach dem Turnier stand er mit Platz 220 an seiner Höchstposition in der Weltrangliste. Im Doppel erreichte er einen Monat zuvor seinen Bestwert mit Platz 336.

## Erfolge
| Legende (Anzahl der Siege)  |
| Grand Slam                  |
| ATP World Tour Finals       |
| ATP World Tour Masters 1000 |
| ATP World Tour 500          |
| ATP World Tour 250          |
| ATP Challenger Tour (3)     |

### Einzel

#### Turniersiege
| Nr. | Datum         | Turnier  | Belag     | Finalgegner | Ergebnis |
| --- | ------------- | -------- | --------- | ----------- | -------- |
| 1.  | 14. Juli 2018 | Winnetka | Hartplatz | Jason Jung  | 6:3, 6:2 |

### Doppel

#### Turniersiege
| Nr. | Datum            | Turnier              | Belag         | Partner         | Finalgegner                           | Ergebnis |
| --- | ---------------- | -------------------- | ------------- | --------------- | ------------------------------------- | -------- |
| 1.  | 16. April 2022   | Barletta             | Sand          | Jewgeni Tjurnew | Ben McLachlan Szymon Walków           | 6:3, 6:4 |
| 2.  | 29. Oktober 2022 | St. Ulrich in Gröden | Hartplatz (i) | Denis Istomin   | Marco Bortolotti Sergio Martos Gornés | 6:3, 7:5 |